# Amarynthis micalia
Amarynthis micalia är en fjärilsart som beskrevs av Pieter Cramer 1776. Amarynthis micalia ingår i släktet Amarynthis och familjen Riodinidae. Inga underarter finns listade i Catalogue of Life.